# کاساس-ایبانیس
کاساس-ایبانیس دهستانی در استان آلباستهٔ اسپانیا است.
در این دهستان ۴۴۱۵ نفر زندگی می‌کنند. مساحت این دهستان ۱۰۳٫۰۱ کیلومتر مربع است.